# Apolinario Figueroa
Apolinario Figueroa (Salta, Virreinato del Río de la Plata, septiembre de 1771 - Lima, Perú, 1842) fue un hacendado y militar argentino que participó en la Guerra de Independencia de la Argentina.

## Biografía
Hijo de un oficial de alta graduación del ejército del rey de España, ingresó a la carrera militar, sirviendo en milicias urbanas y de la frontera con los indígenas del Chaco durante el período virreinal.
En 1810 se pronunció a favor de la Revolución de Mayo y proveyó al Ejército del Norte de gran cantidad de caballos. Después de la derrota en la batalla de Huaqui, fue un destacado organizador del reclutamiento de soldados para sumar al Ejército del Norte. De su propio dinero pagó todos los gastos de un batallón, del que fue nombrado teniente coronel. Apoyó la retirada de las tropas de Manuel Belgrano desde Jujuy hacia Tucumán, pagando sin poner límites los gastos que se presentaban. Fue el jefe de una parte importante la caballería patriota en la batalla de Tucumán, la más importante victoria de la Guerra de Independencia argentina, y fue ascendido al grado de coronel.
Acompañó al coronel Eustoquio Díaz Vélez en su campaña a la ciudad de Salta, que ocuparon brevemente y debieron evacuar a los pocos días. Comandó la caballería en la batalla de Salta; en medio de la lucha olvidó sus obligaciones y las reconvenciones de Belgrano, se abrió paso entre los soldados enemigos y desafió a duelo al general Pío Tristán. Resultó herido en una mano en el lance caballeresco, pero Belgrano lo perdonó y lo recomendó al gobierno.
Participó en la Segunda expedición auxiliadora al Alto Perú, durante la cual el general Belgrano lo nombró gobernador de Potosí. Desde ese puesto, aportó todos los fondos necesarios para el financiamiento del Ejército del Norte. Tras la derrota de Ayohuma, renunció a su cargo, antes de la completa retirada del Ejército.
Cuando, al final de la tercera campaña al Alto Perú, el general José Rondeau decidió castigar al gobernador salteño Güemes por su falta de colaboración, medió entre ambos, pero con un escaso éxito. Actuó en la Guerra Gaucha con tropas de gauchos sostenidos económicamente por él. Era considerado un aliado incondicional de Güemes, aunque nominalmente dependía del comandante del Ejército del Norte, general Belgrano.
Fue el embajador de Güemes ante el gobernador tucumano Aráoz, para que éste lo ayudara en su campaña al Alto Perú, pero su fracaso provocó una guerra civil entre ambos. Comandó una campaña de invasión a la provincia de Catamarca, pero la derrota de las fuerzas de Güemes frente a Tucumán le obligó a evacuarla; apenas llegado a Salta, participó de una revolución contra Güemes, durante la cual fue nombrado gobernador interino, siendo el titular José Antonio Fernández Cornejo. A su regreso a Salta, Güemes declinó castigarlo por esa participación.
Durante el gobierno de José Ignacio Gorriti fue el presidente de la legislatura, y ejerció varias veces como gobernador interino, incluyendo varias oportunidades distintas en el año 1822. Más tarde fue diputado provincial en Tucumán.
En 1825 introdujo en su fina de Salta una nueva variedad de caña de azúcar, traída de Perú, llamada "caña de la India", y llegó a tener grandes plantaciones en la zona de Campo Santo, heredadas por su esposa de los Fernández Cornejo.
Cuando en 1829 se formó la Liga del Interior, se negó a tomar partido y se exilió en Bolivia, pasando después al Perú.
Falleció en Lima en 1842.